# Cochlespira
Cochlespira är ett släkte av snäckor. Cochlespira ingår i familjen Turridae.
Kladogram enligt Catalogue of Life:
| Cochlespira | \| \| Cochlespira cedonulli \| \| \| \| \| \| Cochlespira elegans \| \| \| \| \| \| Cochlespira radiata \| \| \| \| |
|             | \| \| Cochlespira cedonulli \| \| \| \| \| \| Cochlespira elegans \| \| \| \| \| \| Cochlespira radiata \| \| \| \| |
|             | Cochlespira cedonulli                                                                                               |
|             | |
|             | Cochlespira elegans                                                                                                 |
|             | |
|             | Cochlespira radiata                                                                                                 |
|             | |

## Bildgalleri

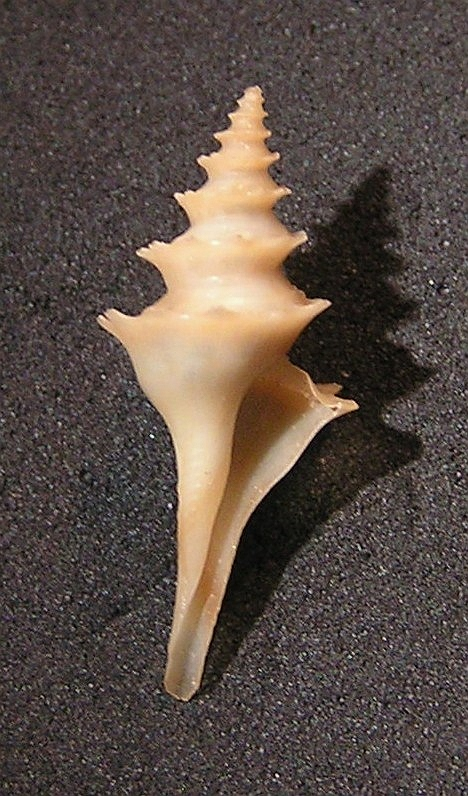
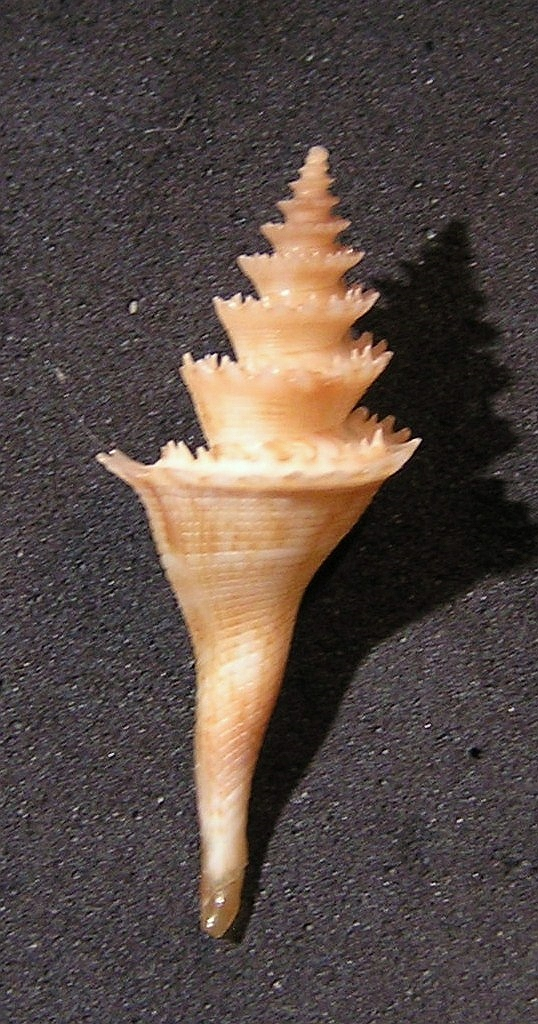
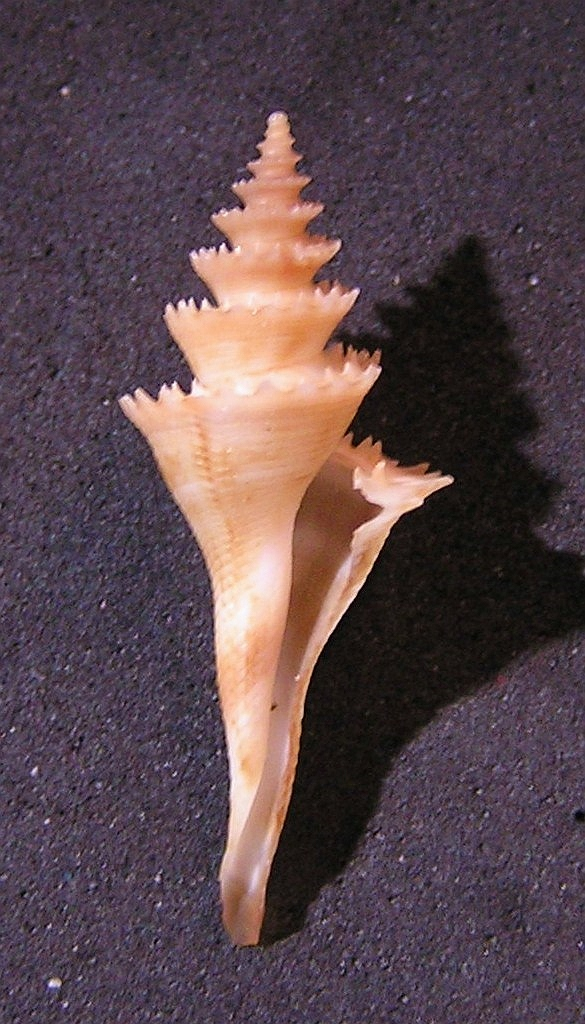
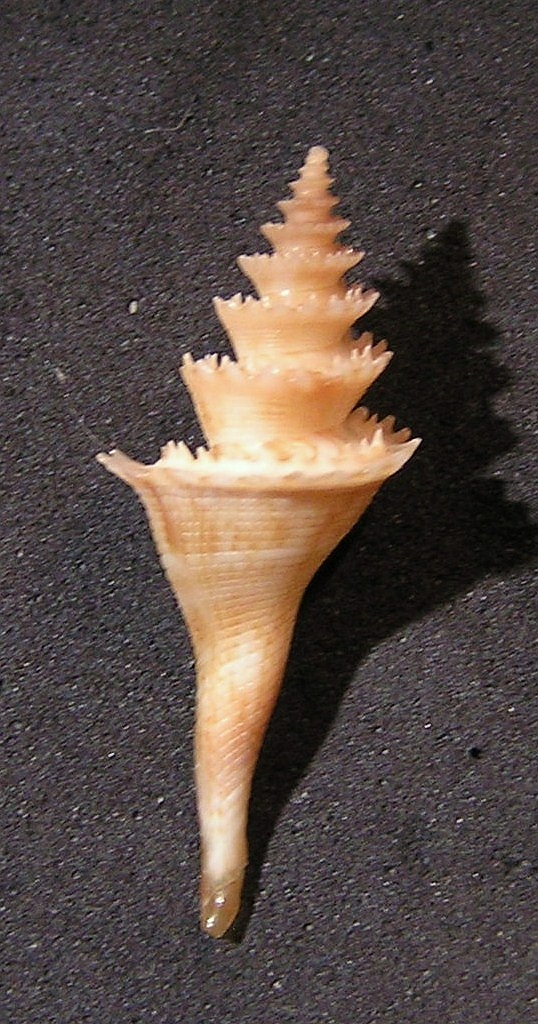